# 732
732（七百三十二、ななひゃくさんじゅうに） は自然数、また整数において、 731 の次で 733 の前の数である。

## 性質
- 732 は合成数であり、約数は 1 , 2 , 3 , 4 , 6 , 12 , 61 , 122 , 183 , 244 , 366 と 732 である。
  - 約数の和は1736。
- 171番目のハーシャッド数である。1つ前は730、次は735。
  - 12を基とする16番目のハーシャッド数である。1つ前は660、次は804。

## その他 732 に関連すること
- 第七三二海軍航空隊